# التحليل متعدد المتغيرات
التحليل متعدد المتغيرات (بالإنجليزية: Multivariate analysis)‏ ويستند ذلك التحليل علي مبدأ إحصائي للإحصاءات المتعدد المتغيرات، الذي ينطوي على مراقبة وتحليل أكثر من متغير نتائج الإحصائية في وقت واحد. في التصميم والتحليل، ويستخدم هذه التقنية لإجراء دراسات التجارة عبر أبعاد متعددة مع الأخذ بعين الاعتبار آثار كل المتغيرات على ردود الفائدة.

## استخدامات لتحليل المتغيرات المتعددة
- تصميم للقدرة (المعروف أيضا باسم التصميم القائم على القدرة)
- تصميم معكوس، حيث يمكن علاج أي متغير كمتغير مستقل
- تحليل البدائل، واختيار المفاهيم لتلبية حاجة العملاء
- تحليل المفاهيم فيما يتعلق السيناريوهات المتغيرة
- تحديد برامج ذات تصميمات حرجة والعلاقات المتبادلة عبر مستويات هرمية.

كما أن التحليل متعدد المتغيرات يمكن أن يكون معقدا من الرغبة لتشمل التحليل القائم على الفيزياء لحساب آثار المتغيرات لالهرمي «نظام من النظم.» في كثير من الأحيان، وتوقفت الدراسات التي ترغب في استخدام التحليل متعدد المتغيرات التي أبعاد المشكلة. وغالبا ما خففت هذه المخاوف من خلال استخدام نماذج بديلة، تقريبية دقيقة للغاية من قانون القائمة على الفيزياء. منذ نماذج بديلة تأخذ شكل المعادلة، فإنها يمكن تقييمها بشكل سريع جدا. هذا يصبح محفزا للدراسات MVA على نطاق واسع: ففي حين محاكاة مونتي كارلو عبر الفضاء تصميم صعبة مع رموز القائمة على الفيزياء، يصبح تافها عند تقييم النماذج البديلة، والتي غالبا ما تأخذ شكل معادلات استجابة السطح

## تحليل المعاملات
ويستخدم التحليل العاملي لكشف هيكل الكامنة (أبعاد) لمجموعة من المتغيرات: نظرة عامة. فهو يقلل من السمة الفضاء من عدد أكبر من المتغيرات لعدد أصغر من العوامل. تحليل العوامل نشأت قرن [متى؟] مع محاولات تشارلز سبيرمان لإظهار أن مجموعة واسعة من الاختبارات العقلية يمكن تفسيرها بعامل الاستخبارات الأساسي واحد.

## التطبيقات
• للحد من عدد كبير من المتغيرات لعدد أصغر من العوامل لنمذجة البيانات
• للتحقق من صحة نطاق وأو مؤشر من خلال إظهار أن العناصر المكونة لها الحمل على العامل نفسه، وإسقاط البنود الجدول المقترح الذي عبر التحميل على أكثر من عامل واحد.
•لتحديد مجموعة فرعية من المتغيرات من مجموعة أكبر، استنادا إلى المتغيرات التي الأصلية وتحتوي على أعلى الارتباطات مع بعض العوامل الأخرى .
• لإنشاء مجموعة من العوامل إلى أن تعامل على أنها متغيرات غير مترابطة كما نهج واحد لمعالجة متعددة خطية متداخلة في هذه الإجراءات كما الانحدار المتعدد
''التحليل العاملي هو جزء من عائلة النموذج الخطي العام (GLM) من الإجراءات ويجعل الكثير من الافتراضات نفسها كما الانحدار المتعدد، ولكنه يستخدم نتائج متعددة.

## التاريخ
أندرسون عام 1958 كتاب، مقدمة لتحليل متعدد المتغيرات، لتعليم كيفيه توليدنظريات وتطبيقات احصائية. يؤكد كتاب أندرسون اختبار الفروض عبر احتمال نسبة الاختبارات (LH) وخصائص دوال القوى:. المقبولية، اللاتحيز والرتابة في الصوت .